# Kwarcowy alkaliczno-skaleniowy syenit
Kwarcowy alkaliczno-skaleniowy sjenit (kwarcowy alkaliczno-skaleniowy syenit) – kwaśna skała magmowa o pochodzeniu głębinowym. Kwarcowy alkaliczno-skaleniowy sjenit zaliczany jest do skał jawnokrystalicznych. Najczęściej barwy jasnoszarej, szarej lub ciemnoszarej. Zawiera 5–20% kwarcu. Na diagramie klasyfikacyjnym QAPF kwarcowy alkaliczno-skaleniowy sjenit zajmuje pole 6*.
- Struktura: jawnokrystaliczna, średniokrystaliczna.
- Skład mineralny: skalenie alkaliczne (ortoklaz, mikroklin, albit), kwarc, biotyt, amfibole, pirokseny. Minerały akcesoryczne, to: apatyt, cyrkon, ilmenit, rutyl, tytanit, ksenotym.

Nazwa pochodzi od greckiej nazwy Asuanu – Syene oraz od występowania kwarcu i skaleni alkalicznych.